# جائزة إرنست يونغ
جائزة ارنست يونغ (بالإنجليزية: Ernst Jung Prize)‏ هي جائزة تمنح سنويا للتميز في العلوم الطبية الحيوية. مؤسسة إرنست يونغ، أسست في عام 1967، في هامبورغ من قبل التاجر ارنست يونغ، تمنح جائزة ارنست يونغ في الطب، منذ عام 1976، ومقدار الجائزة الآن 300,000 يورو، وتمنح ميدالية ارنست يونغ الذهبية للطب منذ عام 1990.

## جائزة إرنست يونغ للطب
- 1976: دونالد هندرسون و لورينز إي. زيمرمان
- 1977: Georg Springer و جون بي. ويست
- 1979: Karl Lennert و أنطوني بيرس
- 1980: Eberhard Dodt, Alan Parks و Bruno Speck
- 1981: David E. Kuhl
- 1982: Hartmut Wekerle و رولف تسينكرناغل
- 1983: Hans-Jürgen Bretschneider و Richard Lower
- 1984: George Gee Jackson, فيرنر فرانك و Klaus Weber
- 1985: Hendrik Coenraad Hemker, Rudolf Pichlmayr و Peter K. Vogt
- 1986: ألبرشت فليكنشتاين
- 1987: Peter Richardson و Karl Julius Ullrich
- 1988: Helmut Sies و Charles Weissmann
- 1989: Thomas Budinger و Johannes Joseph van Rood
- 1990: Gerhard Giebisch و Wilhelm Stoffel
- 1991: ديفيد هو و Klaus Starke
- 1992: روي يورك كالن و Martin E. Schwab
- 1993: Charles A. Dinarello و Robert Machemer
- 1994: Terence Jones و Wolf Singer
- 1995: أنثوني فوسي و Samuel Wells
- 1996: هارالد تسور هاوزن و Eberhard Nieschlag
- 1997: Francis Chisari, Hans Hengartner و يهوذا فولكمان
- 1998: آلان فيشر [الفرنسية]‏
- 1999: Adriano Aguzzi و Hans Kretzschmar
- 2000: Martin J. Lohse و Peter H. Krammer
- 2001: كريستين بيتي و Thomas Jentsch
- 2002: ميكايل فروتشر وChristian Haass
- 2003: أري هيلينيوس وReinhard Lührmann
- 2004: Stuart Lipton و توبياس بونهوفر  [لغات أخرى]‏
- 2005: إرنست هافن وفرانتس-أولريش هارتل
- 2006: Reinhard Jahn و Markus Neurath
- 2007: وreas Zeiher, Stefanie Dimmeler ويوسف بننينغر
- 2008: Thomas Benzing, غيرد فالتس و Thomas Tuschl
- 2009: ينس بروننغ وباتريك كرامر
- 2010: Stephen Young و Peter Carmeliet[1][2][3]
- 2011: Hans Clevers و Christian Büchel
- 2012: بيتر والتر و Elisa Izaurralde
- 2013: أنجيليكا آمون و Ivan Đikić[4]
- 2014: توماس بوهم
- 2015: ايمانويل شاربنتييه

## ميدالية ارنست يونغ الذهبية للطب
- 1990: بياتريس مينتز
- 1991: Heinrich Schipperges
- 1992: هانز ايرهارد بوك
- 1993: روبرت داروف
- 1994: Hanns Hippius
- 1995: Friedrich Stelzner
- 1996: Karl-Hermann Meyer zum Büschenfelde
- 1997: Rudolf Haas و Walter Siegenthaler
- 1998: Wolfgang Gerok
- 1999: هانز فيلهلم شرايبر
- 2000: Gert Riethmüller
- 2001: غوستاف بورن
- 2002: هارالد رويتر
- 2003: فولكر تير مولن
- 2004: ويرنر كروتزفيلد
- 2005: Christian Herfarth
- 2006: Dietrich Niethammer
- 2007: Hans Thoenen
- 2008: Hans-Dieter Klenk
- 2009: Volker Diehl
- 2010: Klaus Rajewsky
- 2011: Michel Lazdunski
- 2012: Peter Herrlich
- 2013: سلفادور مونكادا, FRS
- 2014: تشارلز وايزمان
- 2015: Walter Neupert والتر NEUPERT

## وصلات خارجية
- ارنست يونغ-ستيفتونغ - جوائز 2014
- Ernst Jung Prize for Medicine - All Laureates